# Active Server Pages
Active Server Pages（アクティブサーバーページ、ASP）はマイクロソフトが開発したウェブページを動的に作成する技術である。後継であるASP.NETの登場により、ASPのことをクラシックASPと表現することもある。
HTMLなどのマークアップ言語とVBScriptやJavaScriptなどのスクリプト言語を組み合わせることで成り立つ。ウェブページ間のデータのやりとりが容易であるため、電子商取引（インターネットを通じた通信販売）などで活用されている。同様の技術として、Javaサーブレット、JavaServer Pages (JSP)、PHPなどがある。
ASPを動作させるためのWebサーバはInternet Information Services (IIS) やPersonal Web Server (PWS) があり、IISは当初マイクロソフトのサーバ向けOS (Windows NT Server、Windows 2000 ServerWindows Server 2003) にのみ付属していたが、現在ではホーム/ビジネス向けOS (Windows XP Professional、Windows Vista)にも付属されている。PWSはWindows 95、Windows 98にインストールすることが出来る。またWindows Me以降PWSの更新は行われておらず、マイクロソフト製のWebサーバはIISに一本化されている。
ASPの後継技術としてASP.NETが開発された為、現在では新規システムの開発でASPが利用される事は減りつつあるが、企業のイントラサイトや、小規模な動的ページで用いられる場合もある。

## ASPで利用できる言語
ASPはActive Scriptingのホストであるため、Active Scriptingに対応した言語を利用することができる（言語の実装によって一部制限がある）。既定の言語はVBScriptであるが、スクリプトの先頭で宣言したり、IISの設定で既定の言語として設定したりすることで、利用する言語を変更することが出来る。

## ASPのバージョン
- Active Server Pages 1.0 (IIS 3.0) 1996年12月
- Active Server Pages 1.0b
- Active Server Pages 2.0 (IIS 4.0) 1997年9月
- Active Server Pages 3.0 (IIS 5.0) 2000年11月

## ASPによるプログラムの例
例1: Hello worldの文字列を出力させる。
```
<html>

 
<body>

  
<%
 
Response
.
Write
(
"Hello world"
)
 
%>

 
</body>

</html>

```

例2: 今日の日付をスクリプト言語を用いて出力させる。
```
<%@
 
Language
=
"JavaScript"
 
%>

<html>

 
<body>

  
今日は
<%=
 
Date
()
 
%>
です。

 
</body>

</html>

```

## Apache::ASPについて
ASPは基本的にMicrosoftのHTTPサーバ以外では使えないが、Apache::ASPを使うと、限定的ではあるがApache上でPerlを用いたASPを扱えるようになる（Perl以外のスクリプトはサポートしない）。